# Preživetje (roman)
Preživetje je mladinski pustolovsko-kriminalni roman, avtorja Igorja Karlovška, ki je bil objavljen leta 2018, pri založbi Miš v zbirki Srečanja. Delo je bilo nominirano za nagrado večernica, leta 2019 bilo je tudi uvrščeno v izbor knjig za Cankarjevo priznanje.

## Vsebina
Glavna literarna oseba romana Preživetje je najstnik Simon Lotrič, ki se mu zaradi prometne nesreče, konča obetavna športna kariera. Zaradi dolgega okrevanja, moral ponavljati razred in pristal z mlajšimi sošolci, med katere se ni nikoli zares vključil. Ko sošolko Petro, vrhunsko pianistko, reši pred spraševanjem biologije, ga povabi na pijačo in začneta hoditi. Njegov oče pa se s koncem Simonove športne kariere ne more sprijazniti in zato ima Simon občutek, da ga ima za slabiča. Da bi se izkazal in bi mu oče dal priznanje, se odloči, da bo med počitnicami mesec dni preživel v gozdu brez vseh civilizacijskih pripomočkov. V kočevskih gozdovih sreča merjasca, ki ga poškoduje, prehranjevati se mora z žuželkami, izdelati si mora svoje posode in mnogo več. To ni bilo tako preprosto, kot si je predstavljal, a tretji teden se življenja zunaj civilizacije že navadi. Takrat naleti na dvanajstletno deklico Janjo, ki beži pred ugrabiteljema. Je hčerka bogatih staršev, ki sta jo ugrabitelja pripeljala v kočo sredi gozda, a ona jima je pobegnila. Čeprav Simona in Janjo uspeta dohiteti, ju pravočasno najdejo reševalci, med katerimi je tudi Simonov očka.

## Literarne osebe
- Simon Lotrič – glavna oseba
- Janja Knez – ugrabljena deklica
- Janez Lotrič – Simonov oče
- Ana Lotrič – Simonova mama
- Petra – Simonova sošolka, punca
- Matjaž Tadič – ugrabitelj
- Tadej Berčič – ugrabitelj
- Majda Knez – Janjina mama
- Boris Knez – Janjin oče